# UIC Pavilion
L'UIC Pavilion est une salle omnisports située au 525 Racine Street, dans le secteur de Near West Side à Chicago (Illinois, États-Unis), Ouverte au public à partir de 1982, elle est le foyer de l'équipe féminine de basket-ball des Sky de Chicago membre de la WNBA à l'Université de l'Illinois à Chicago et du club féminin de roller derby des Windy City Rollers.

## Description
De 2004 à 2006, elle était la principale salle de l'équipe des Chicago Storm en Major Indoor Soccer League avant leur déménagement en banlieue dans le Sears Centre récemment construit. Le Pavillon de l'UIC a été rénové en 2001 et est loué pour de nombreuses fonctions, notamment pour des concerts. Il est accessible de la ligne bleue du métro de Chicago et fait un arrêt à la station Racine, au nord de La Salle Street.
L'UIC Pavilion a également accueilli les championnats du monde de boxe amateur 2007, qui est l'AIBA la plus importante de l'histoire.
Il est également accessible à partir du Bus no 7 en direction de Harrison et du bus no 60 Blue Island/26th. L'UIC a également accueilli une équipe de hockey sur glace quand elle a participé dans la Central Collegiate Hockey Association ainsi qu'en 1984, 1999 et 2000 lors du tournoi de conférence de la ligue de basket-ball des hommes pour le Horizon League.